# Parafia św. Mikołaja Biskupa w Tabaszowej
Parafia św. Mikołaja Biskupa w Tabaszowej – parafia rzymskokatolicka, znajdująca się w diecezji tarnowskiej, w dekanacie Nowy Sącz Zachód.